# Pachypanchax sakaramyi
El panchax del Sakaramy es la especie Pachypanchax sakaramyi, un pez de agua dulce de la familia de los aplocheílidos, distribuido por la cuenca hidrográfica de la cabecera del río Sakaramy en el norte de Madagascar.
De cuerpo alargado y colorido, con un tamaño máximo de unos 9 cm.

## Hábitat y biología
Habita los arroyos pequeños de la zona montañosa, con conducta bentopelágica y no migrador.
Una visita al río Sakaramy en 2001 reveló que su curso superior ha sido desviado para uso doméstico de los residentes locales, con lo que de la población de esta especie sólo sobreviven unos pocos ejemplares en charcas, por lo que a la espera de tener más datos sobre su existencia en otros arroyos de las montañas del área se considera a esta especie en peligro crítico de extinción.